# Poetry in Motion
«Poetry in Motion» — пісня і сингл Джонні Тиллотсона, яка піднялася на верхні рядки чартів США та Великій Британії.

## Створення
Пісню написали Пол Кауфман і Майкл Ентоні. Натхненням для написання пісні стали дівчата з сусідньої школи, які щодня проходили повз по тротуару. Білл Портер керував записом в Нешвіллі, штат Теннессі, в якому брали участь саксофоніст Бутс Рендольф і піаніст Флойд Крамер. Альтернативний варіант композиції, з Кінгом Кертісом на саксофоні, був записаний кількома тижнями раніше і вийшов на Bear Family Records лише 2011 року. У США в чарті Billboard Hot 100, «Billboard Hot 100» досягла другої позиції в листопаді 1960 року; в UK Singles Chart пісня стала хітом № 1 в січні 1961 року.

## Кавер-версії
Кавер-версію «Poetry in Motion» записав Боббі Ві в 1961 році. Інший кавер записав чилійський співак Пет Генрі. Чеська співачка Марі Пойкаровою записала кавер-версію під назвою «Pejskové se koušou» («Собаки гризуть один одного»). У 1982 році свою версію пісні випустила група Mud.

## Позиції в чартах
| Чарт (1960)                        | Вища позиція |
| ---------------------------------- | ------------ |
| US Billboard Top 100 Singles       | 2            |
| US Billboard R&B Singles           | 27           |
| Belgian Ultratop 50 (predecessor)  | 9            |
| German Media Control Charts        | 38           |
| Dutch Singles Charts (predecessor) | 14           |
| Norwegian VG-Lista Charts          | 4            |
| U. K. Singles Charts               | 1            |